# 斉民要術

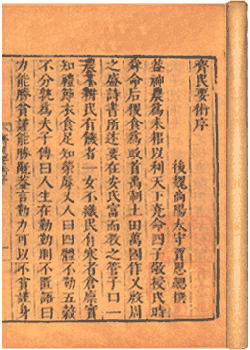
斉民要術

『斉民要術』（せいみんようじゅつ、繁体字: 齊民要術; 簡体字: 齐民要术）は、中国北魏の賈思勰（かしきょう）が著した華北の農業・牧畜・衣食住技術に関する総合的農書。92編、全10巻。成立は、532年から549年頃。世界農学史上最も早い農業専門書であり、中国に現存する最古で最も完全な農書である。

## 概要
賈思勰は6世紀前半、斉郡益都県（現在の山東省濰坊市寿光市）の人で、北魏の高陽郡太守を勤めた文人である。
北魏までの農書の集大成とされ、『氾勝之書』や『四民月令』など、すでに散逸した古農書の逸文を多く含む。全10巻よりなり、記述は穀物・野菜・果樹・桑麻などの栽培法から畜産関係や麹・酒・醤・酢・乾酪などの醸造法、食品加工法，外国の物産論に及ぶ。体系的で叙述も厳密、精細である。中国古代農学の発展に大きな影響を及ぼした。中国料理史でも不可欠な文献である。雑説部分には後人の加筆があるとされる。
北魏時代は、中世寒冷期に直面して農耕や牧畜の北限が南にずれて華北の農耕民の武装難民化による江南移民とモンゴル高原などの牧畜民の華北移住が進行した後漢末から五胡十六国時代までの戦乱を経た、華北の政治経済の安定期である。そのため、斉民要術に記されているのは漢代までの華北の農耕社会の伝統に加え、北方の牧畜社会の技術や食文化が大規模に移転された社会であった。こうして斉民要術には現在のモンゴルにおける乳製品加工技術と酷似した様々な乳製品の製法が記されるなど、牧畜色の濃い記述が多く記されている。

## 構成
- 自序、雑説
- 耕種総説（巻1）
- 耕圃作物（巻2）
- 園圃作物（巻3）
- 果樹（巻4）
- 樹木（巻5）
- 畜産（巻6）
- 醸酒（巻7）
- 調味料醸造（巻8）
- 蔵肉蔵菜（巻9）
- 外国物産（巻10）